# Костандин I
Костандин I или Константин I (1035—1040 / 1050—1055 — 1100 / 24 февраля, 1102 — 23 февраля, 1103) — второй правитель Киликийской Армении или «Властелин Гор» (1095 — 1100 / 1102 / 1103). На протяжении правления, он контролировал бо́льшую часть региона вокруг Таврских гор, и вложил много усилий в культивацию земель и перестроение городов, находящихся под его подчинением. Он предоставлял достаточно провизии крестоносцам, например, в течение трудного периода осады Антиохии зимой 1097 года
. Был сторонником разделения Армянской апостольской церкви.

## Ранние годы
Он был сыном Рубена I; его отец заявил о независимости Киликии от Византийской Империи около 1080 года. Согласно хронике Матеоса Урхаеци и Смбата Гунстабла, Костандин также идентифицировался как другой принц Короля Гагика II, или другого военачальника в монаршем клане в изгнании.

## Правление
После смерти своего отца в 1095 Костандин расширил власть на Восток за горы Антитавра Как правитель Христианской Армении в Леванте, Костандин помог силам Первых крестоносцев, особенно при осаде Антиохии, пока она не перешла к крестоносцам. Крестоносцы, со своей стороны, оценили помощь армянских союзников: Костандин был удостоен титулов граф и барон.
В Хронографии Самуэла (Самвела) Анийского пишется, что Костандин умер сразу после удара молнии в стол в крепости Вахка. Он был похоронен в монастыре Касталон.

## Супружество и дети
Согласно Хронике Алеппо, его жена происходила от Варды Фоки Младшего.
- Торос I (? — 17 февраля, 1129 / 16 февраля, 1130)[1]
- Беатрис (? — до 1118), жена Жослена I, графа Эдессы[1].
- Левон I (? — Константинополь, 14 февраля, 1140)[1]